# Kriptomnezija
Kriptomnezije su iskrivljena sećanja: osoba doživljava neku ideju ili misao kao svoju, mada je zapravo reč o nečemu što je ranije čula ili pročitala. Kod kriptomenzija, osoba nenamerno stvara plagijat, jer zapravo doživljava memoriju kao svoje nadahnuće. Kao čest primer ovoga, navodi se slučaj pesme Džordža Harisona, "My Sweet Lord", koja prema odluci suda predstavlja nenamerni plagijat starije kompozicije "He`s So Fine" grupe "The Chiffons".